# Gyllene taket

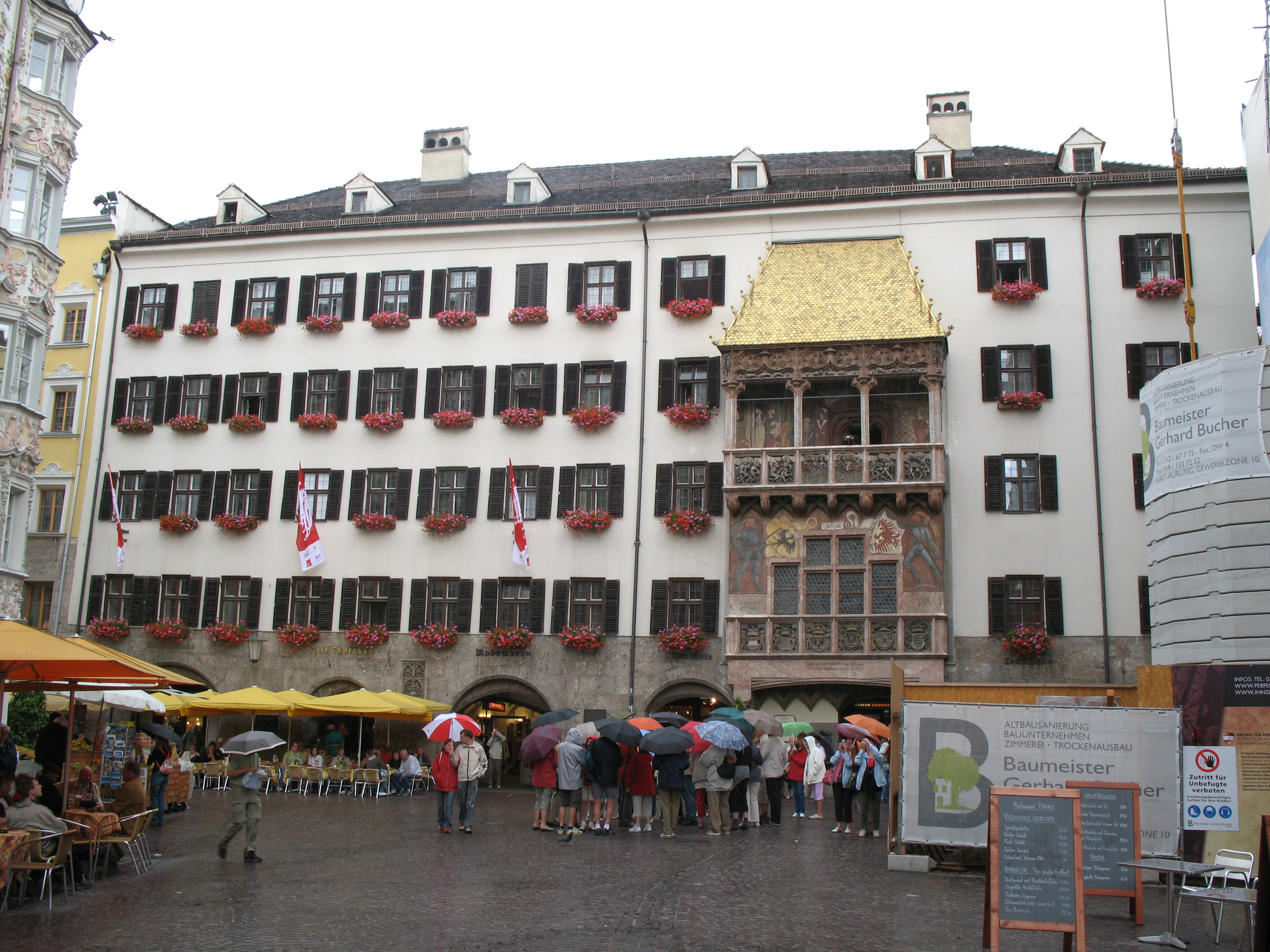
Goldenes Dachl.

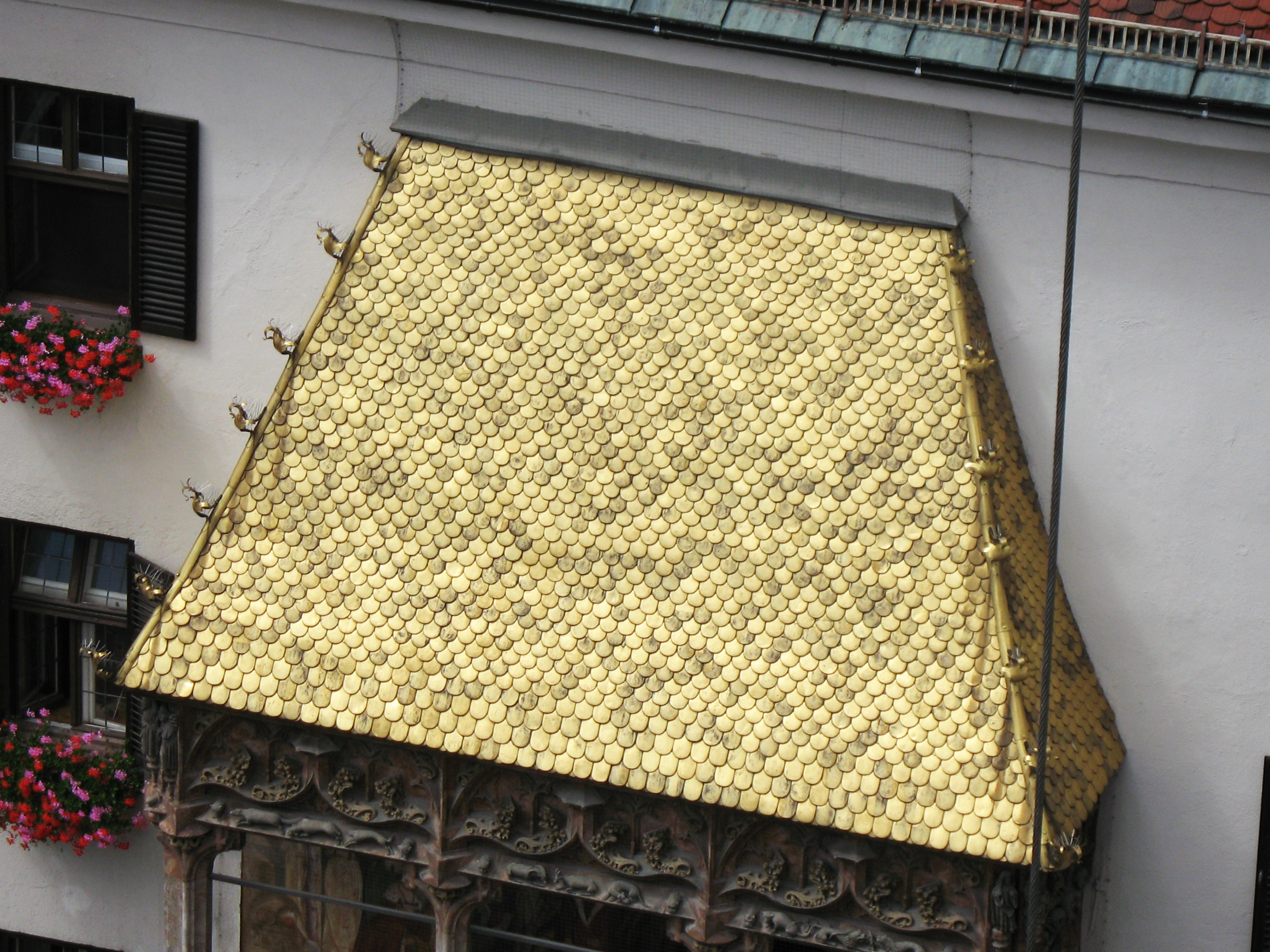
Goldenes Dachl från Stadstornet.

Gyllene taket, tyska Goldenes Dachl, är en tre våningar hög balkong med ett gyllene tak på en byggnad i gamla staden i Innsbruck.
Huset, som tidigare kallades Neuhof och på vilket Gyllene taket är placerat, uppfördes i början av 1400-talet av hertig Fredrik IV för att användas som residens för de tyrolska kejsarna. I slutet av 1400-talet använde kejsar Maximilian I balkongen för att beskåda turneringarna på torget nedanför. Maximilian lät inför sitt bröllop med Bianca Maria Sforza av Milano förgylla takets 2 600 kopparplattor. För att inte stöta sig med sina allierade från sitt första äktenskap med Maria av Burgund lät han måla bilder av både Maria och Bianca Maria Sforza i balkongen med ett porträtt av honom mellan kvinnorna.